# Josu Etxeberria
Josu Etxeberria Azpilikueta (Iturmendi, 9 september 2000) is een Spaans wielrenner die enkele seizoenen als beroepsrenner voor Caja Rural-Seguros RGA reed.

## Carrière
Als junior nam Etxeberria in 2018 deel aan Parijs-Roubaix, maar kwam hij buiten tijd over de finish. Later dat jaar werd hij veertiende op het door Carlos Rodríguez gewonnen nationale kampioenschap tijdrijden en nam hij deel aan de wegwedstrijd op het wereldkampioenschap.
Tijdens een stageperiode bij Caja Rural-Seguros RGA in 2020 nam Etxeberria deel onder meer de Coppa Sabatini, die hij niet uitreed. In 2021 werd hij prof bij de ploeg waarvoor hij eerder al stageliep. In zijn eerste profseizoen reed hij in de aanval in etappes in zowel de Ronde van Turkije als de Ronde van Slovenië.

## Ploegen
- 2020 –  Caja Rural-Seguros RGA (stagiair vanaf 1 augustus)
- 2021 –  Caja Rural-Seguros RGA
- 2022 –  Caja Rural-Seguros RGA
- 2023 –  Caja Rural-Seguros RGA
- 2024 –  Caja Rural-Seguros RGA

Amezqueta · Aular · Bagües · Barceló · Barrenetxea · Calle · Cepeda · Cuadros · Etxeberria · García · González · Johnston · Lastra · Leitão · Martín · Murguialday · Nicolau · Nieve · Pira · Prades ·Schlegel  · Balderstone (stagiair) · López de Abetxuko (stagiair) · López (stagiair)
Amezqueta · Aular · Babor · Balderstone · Barceló · Barrenetxea · Bárta · Cepeda · Etxeberria · García · González · Hailemichael · Johnston · Leitão · López · Martín · Murguialday · Nicolau · Pira · Prades ·Schlegel  · Sorarrain (vanaf 31/7) · Guardeño (stagiair) · Ibáñez (stagiair) · Silva (stagiair)
Arriola-Bengoa · Aular · Babor · Balderstone · Barceló · Bárta · Berwick · Cepeda · Etxeberria 
· Fernández · González · Guardeño · Hailemichael · Johnston · Leitão · López · Murguialday · Nicolau · Prades ·Schlegel · Silva · Sorarrain · Díaz (stagiair) · Ibáñez (stagiair)